# Tom Price
Pour les articles homonymes, voir Price.
Ne doit pas être confondu avec Tom Price (Australie-Occidentale) ou Tom Price (homme politique).
Tom Price est un acteur britannique, né le 12 juillet 1980 à Monmouth (pays de Galles).

## Biographie
Price incarne le rôle de l'agent de police Andy Davidson dans un certain nombre d'épisodes de la série télévisée Torchwood, un spin-off de la série de science-fiction Doctor Who d'où son anagramme. En Angleterre, il est la voix de Nescafe.
Il est en finale du Daily Telegraph Open Mic Award en 2001. Il est également l'un des visages de Destination Three et il présente Senseless sur MTV. Il apparaît actuellement dans la nouvelle BBC Trois croquis montre The Wrong Door et jouera aussi le rôle de Darrin Stephens dans le nouveau remake anglais de Bewitched tourné en janvier 2009. Tom Price est marié à la productrice Beth Morrey.

## Filmographie

### Cinéma
- 2007 : Living With Two People You Like Individually ... But Not As A Couple, Craig
- 2007 : The Scum Also Rises, Billy
- 2009 : Good Morning England, non crédité
- 2010 : Au-delà, un homme
- 2011 : Holy Flying Circus, Tom Rice

### Télévision
- 2005 : Power (saison 2, épisode 5), un serveur
- 2005 : Swinging (saison 1), rôles variés
- 2006 : Star Stories (saison 1, épisode 5)
- 2006-2009 : Torchwood (saisons 1, 2 et 3), agent Andy Davidson
- 2007 : Nuclear Secrets (saison 1), Pragnell
- 2008 : The Wrong Door (saison 1, épisodes 1, 2, 4 et 5), rôles variés
- 2009 : Hotel Trubble (saison 1, épisode 11), Prince Wally
- 2009 : Doctors (saison 11, épisode 132), Richie Dunston
- 2010 : Journal intime d'une call girl (saison 3, épisode 3), Simon
- 2011 : Torchwood : Le Jour du Miracle (saison 4), sergent Andy Davidson
- 2011 : Ma tribu (saison 11, épisode 4), le partenaire de Laura
- 2012 : World Series of Dating (saison 1, épisodes 1 et 2), James Chetwyn-Talbot

### Caméos
- 2004 : The Dan and Dusty Show (saison 1, épisode 7)
- 2005 : Destination Three, présentateur
- 2005 : That's So Last Week (saison 1, épisodes 1, 2, 3, 4 et 5)
- 2005 : Comedy Lab (saison 7, épisode 4), présentateur
- 2006 : The Law of the Playground (saison 1, épisodes 1, 2, 4, 5, 6 et 7)
- 2008 : Torchwood Declassified : (saison 2, épisode 11)
- 2008 : The Greatest Chrismas Comedy Moments
- 2010 : Ready, Steady, Cook (saison 21, épisode 22)

## Autres
En 2010, il apparaît dans un clip humoristique With or Without U2 au côté d'Isabel Fay et gagne le prix du Best Shortie Short du L.A. Comedy Shorts Film Festival 2011.